# Teatr

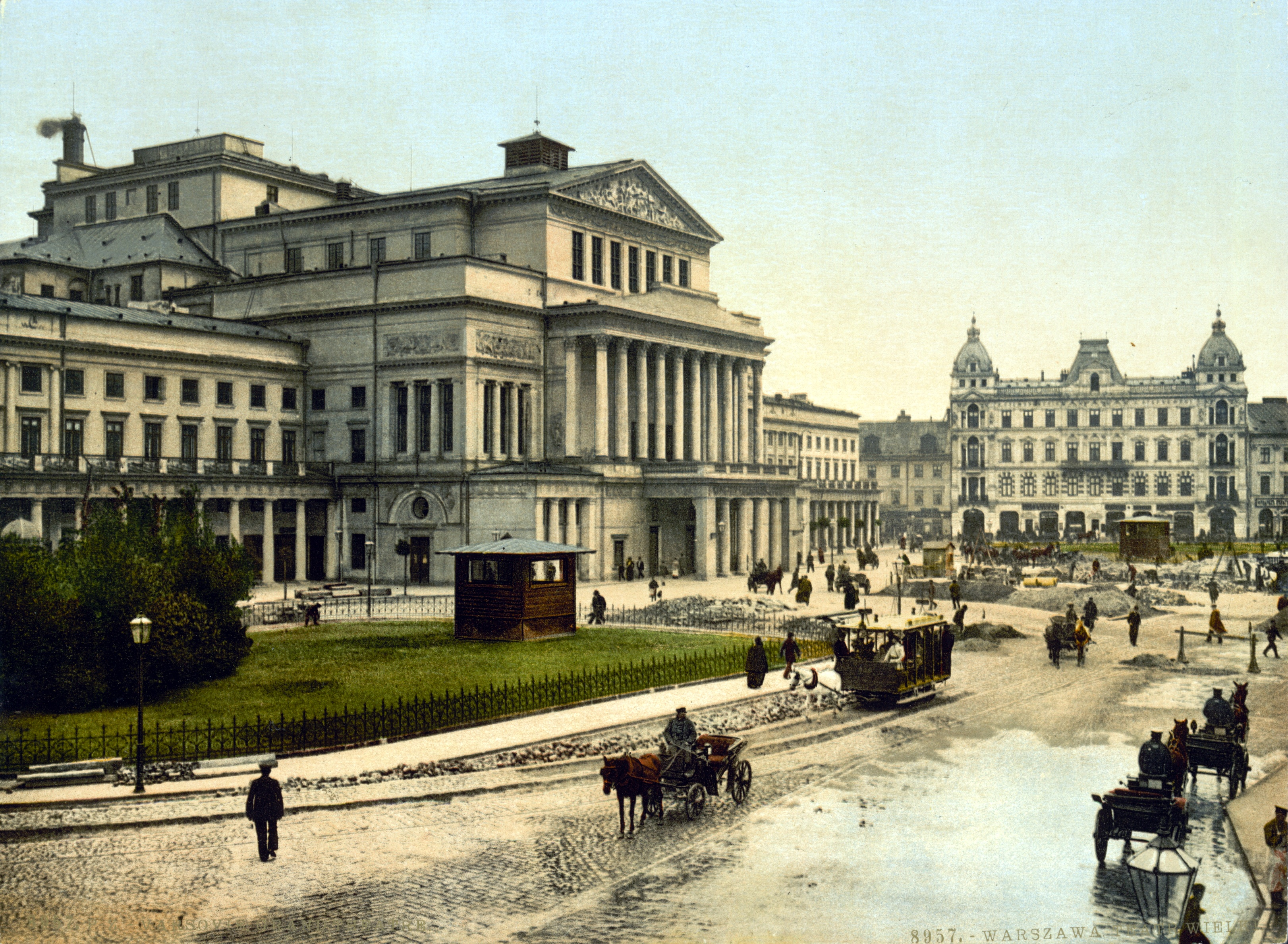
Teatr Wielki w Warszawie, ok. 1890

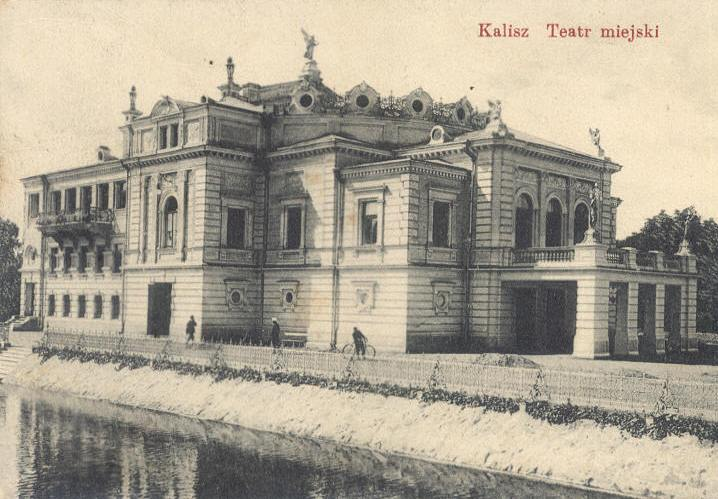
Teatr Miejski w Kaliszu, ok. 1905

Teatr – rodzaj sztuki widowiskowej, w której aktor lub grupa aktorów na żywo przedstawia sztukę dla zgromadzonej publiczności. Terminem teatr określa się też sam spektakl teatralny lub budynek, w którym odgrywane jest przedstawienie.

## Rodzaje widowisk teatralnych
- przedstawienie dramatyczne (może też zawierać elementy innych rodzajów widowisk teatralnych)
- opera, pierwotnie opera seria (poważna), od XVII wieku także komiczna
- operetka – z mniej skomplikowaną fabułą niż opera, z niej wykształciły się gatunki współczesne: śpiewogra i musical.
- balet, który wykształcił się z komedii dell’arte i widowisk jarmarcznych
- teatr tańca
- teatr muzyczny
- pantomima – oparta wyłącznie na geście, mimice, ruchu, z wyeliminowanym słowem
- teatr plastyczny – opierający się na plastyce ruchu, dekoracji i sposobie wyrażania się (por. np. twórczość Józefa Szajny i Henryka Tomaszewskiego).
- lalkowy – przy zastosowaniu marionetek, kukiełek, pacynek, sycylijek (lalek z uchwytami u głowy, pleców i rąk za które aktor trzyma lalkę) oraz teatr cieni
- teatr postdramatyczny – teatr, który dąży do istnienia poza dramatem

## Rodzaje teatru

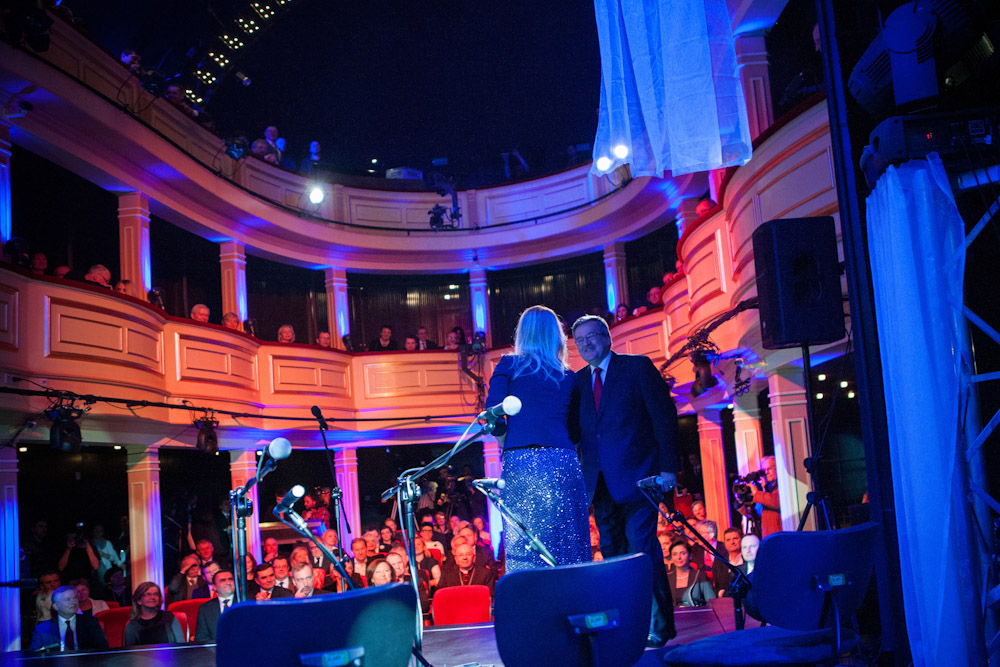
Teatr Stary w Lublinie jest przykładem teatru impresaryjnego

- repertuarowy
- impresaryjny
- bulwarowy
- ogródkowy
- radiowy i teatr telewizyjny
- uliczny
- teatr objazdowy
- szkolny

## Elementy struktury spektaklu
Podstawą istnienia teatru jest aktor, który buduje dla widza umowną rzeczywistość teatralną. Spektakl bez aktora nie jest możliwy. Aktor buduje swoją kreację sceniczną za pomocą ruchu scenicznego (niekiedy jest to szczegółowo opracowana choreografia), gestu i mimiki. Teatr to ukierunkowane działania aktorów na użytek publiczności, która jest drugim niezbędnym elementem każdego spektaklu. Pełnowartościowy spektakl teatralny to taki, w którym następuje swego rodzaju porozumienie pomiędzy sceną a widownią.
Spektakl jest zazwyczaj oparty na tekście dramatu lub scenariuszu, który stanowi punkt wyjścia do realizacji. Niekiedy spektakle powstają na zasadzie kreacji zbiorowej.
Teatr odwołuje się niemal do wszystkich zmysłów człowieka. Łączy obraz (scenografia), ruch (choreografia) z dźwiękiem (oprawa muzyczna), może również odwołać się do zmysłu węchu lub dotyku.
Spektakl obejmuje swoim zasięgiem określony czas i przestrzeń. Czas scenowy jest wymierny, konkretny, różny w różnych warunkach historycznych i kulturowych (obecnie spektakl trwa przeciętnie 2-3 godz.); przestrzeń sceniczna zazwyczaj jest odgrodzona od widowni tzw. „czwartą ścianą”, niekiedy jednak działania teatralne wkraczają w przestrzeń widowni lub całkowicie zacierają podział na widownię i scenę.
Koordynatorem wszystkich działań scenicznych i innych elementów spektaklu jest reżyser.

## Dramat literacki a dramat sceniczny

### Dramat literacki
Tworzywem dzieła literackiego jest słowo. Dramat w znaczeniu utworu literackiego (dramat literacki) może być utworem niescenicznym, tzn. takim utworem, którego autor założył, że dzieło to nie jest przeznaczone do realizacji scenicznej, nie brał pod uwagę wymogów, konwencji i środków technicznych spektaklu teatralnego. Dramat taki można mimo to zrealizować na scenie, jednak potrzebna jest do tego adaptacja.

### Dramat sceniczny
Z kolei w dramacie scenicznym (zw. też dramatem właściwym bądź teatralnym) nie tylko słowo jest ważne, ale też np. aktor, scena, czas scenowy. Ponadto samo słowo może zostać zredukowane do minimum albo też całkowicie zlikwidowane. Niezbędne są natomiast pozostałe elementy (wszystkie naraz lub niektóre), aby można było mówić o zrealizowanym widowisku teatralnym.
W dziele scenicznym istnieje możliwość zrealizowania opisów z dzieła literackiego (to, co zostało opisane, przekłada się na to, co ma obejrzeć widz, oraz na to, co będzie wskazówką dla realizatorów). Można też wykorzystywać całą gamę tworzyw oprócz bądź z pominięciem słowa.

### Teatralna teoria dramatu
Teatralna teoria dramatu – teoria, według której dramat nie jest samodzielnym gatunkiem literackim, lecz staje się nim dopiero w momencie jego realizacji na scenie teatralnej.

## Teatrologia
Nauka o teatrze nazywana jest teatrologią. Teatrolog zazwyczaj analizuje tekst dzieła dramatycznego oraz inscenizację w różnych kontekstach np. historycznym, teoretycznym czy kulturowym.
Pierwszym polskim dziełem teoretycznym z tej dziedziny są Dzieje Teatru Narodowego Wojciecha Bogusławskiego. Teatrologia w Polsce rozwija się dynamicznie od czasów Stanisława Wyspiańskiego.
Do najwybitniejszych dokumentalistów polskiego teatru należy Karol Estreicher. Wśród polskich teatrologów wymienić należy też takich, jak: Jan Błoński, Janusz Degler, Jerzy Grotowski, Andrzej Hausbrandt,  Andrzej Tadeusz Kijowski, Tadeusz Kowzan, Julian Lewański, Stanisław Marczak-Oborski, Zbigniew Osiński, Zbigniew Raszewski, Grzegorz Sinko, Stefania Skwarczyńska, Irena Sławińska, Krzysztof Wolicki.

## Krytyka teatralna
Oceną twórczości teatralnej zajmuje się krytyka teatralna. Osoby zajmujące się nią tworzą często recenzje, ale także szkice, reportaże bądź felietony.
W Polsce największe dokonania w tej dziedzinie mają: Jan August Kisielewski, Tadeusz Boy-Żeleński, Karol Irzykowski, Artur Sandauer, Antoni Słonimski, Konstanty Puzyna, oraz w czasach nam bliższych: Jacek Sieradzki, Grzegorz Niziołek, Marta Fik, Elżbieta Morawiec, Tadeusz Nyczek, Krzysztof Mieszkowski.
Recenzja spektaklu teatralnego może mieć funkcję propagandową i/bądź informacyjną. Powinna zawierać rzeczowe sprawozdanie i krytyczną (fachową i rzetelną) ocenę spektaklu.

### Wydawnictwa polskie związane z teatrem
- „Pamiętnik Teatralny” – zapoczątkowany przez Leona Schillera
- „Dialog”, miesięcznik, w którym drukuje się m.in. sztuki współczesne i wcześniejsze (polskie i zagraniczne)
- „Wrocławski Notatnik Teatralny”
- „Teatr”, podejmujący analizę życia teatralnego
- „Didaskalia”, krakowski miesięcznik o polskim i zagranicznym teatrze
- „Teatr Lalek", kwartalnik[5]

## Socjologia teatru

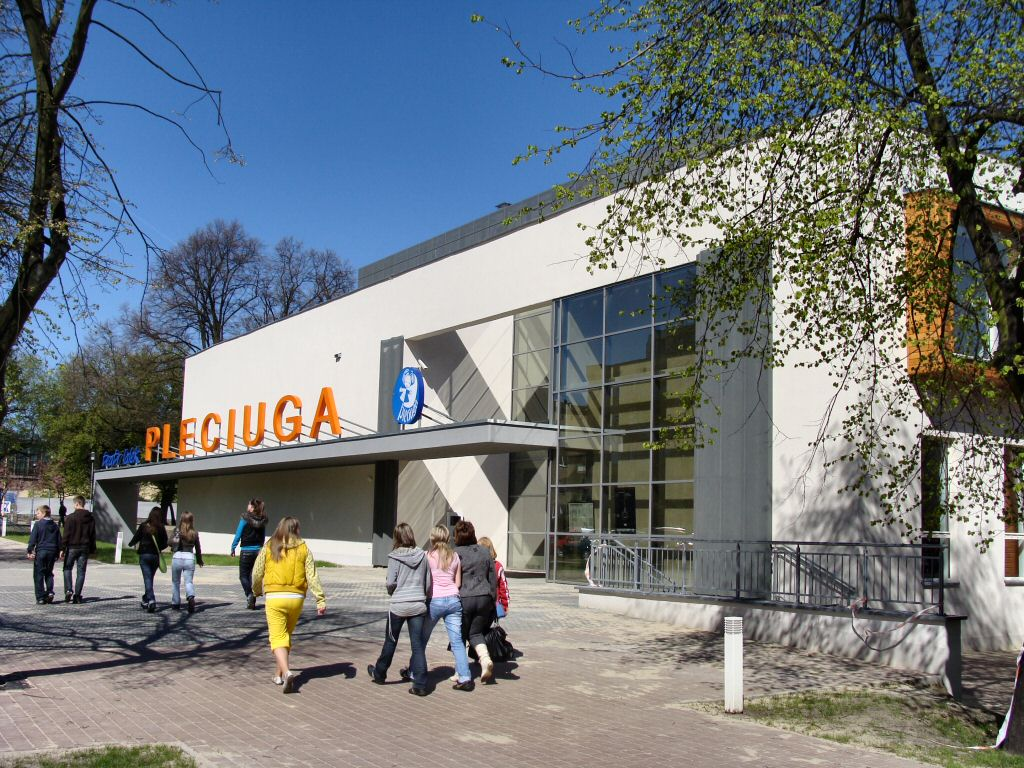
Teatr Lalek Pleciuga w Szczecinie

W latach 30. XX wieku powstała nowa dziedzina nauk społecznych – socjologia teatru, badająca wpływ teatru na społeczeństwo, a także analizująca teatr jako grupę społeczną. Pierwsze badania w tym kierunku rozwijały się w Niemczech i Francji, obecnie jest to dziedzina bardzo rozwinięta na Zachodzie.
Socjologia teatru bada zarówno historię teatru, teatr współczesny, jak i psychologię dzieła teatralnego, szukając związków tych dziedzin ze społeczeństwem. Zajmuje się zatem m.in.:
- funkcją społeczną aktora, jego stosunkiem do społeczeństwa,
- miejscem i rolą kobiety w aktorstwie,
- rekrutacją aktorów, tym, dlaczego jedni nimi zostają, a inni nie,
- dramatem, a dokładniej tym, co sprawia, że odbiór utworu w teatrze jest zupełnie inny od odbioru tekstu pisanego, a także bada, dlaczego każde przedstawienie jest inne i jest też rozmaicie przez różne osoby odbierane,
- wpływem teatru na publiczność,
- socjologią wychowania[6].

Wartości artystyczne nie mają tu żadnego znaczenia. Istotne są natomiast zależności pomiędzy instytucją wychowawczą, organizacją (zbiorem osób) a interpretowaniem sztuk. Socjolog bada też, jakie treści łączą się z pojęciami: teatr, sztuka, twórczość teatralna.
Źródłami badań socjologicznych teatru są: felietony, recenzje, listy, dokumenty oraz archiwa teatralne.